# Eugène Cavaignac (historien)
Cet article concerne l'historien. Pour son grand-père l'homme politique, voir Eugène Cavaignac.
Pour les articles homonymes, voir Famille Cavaignac.
Eugène Cavaignac, né le 19 août 1876 au Havre et mort le 11 janvier 1969 en son domicile dans le 17e arrondissement de Paris, est un historien français.

## Biographie
Eugène Cavaignac est le fils de Godefroy Cavaignac (1853-1905), ministre de la Guerre en 1898-1899, à un tournant important de l'Affaire Dreyfus, et le petit-fils du général Eugène Cavaignac (1802-1857).
Ancien membre de l'École française d'Athènes (1903-1905), il enseigne l'histoire ancienne à l'Université de Strasbourg, où il a comme collègues André Piganiol et Marc Bloch. Avec l'orientaliste Louis Delaporte (1874-1944), il est l'un des premiers savants français à s'intéresser à la langue hittite, récemment déchiffrée, et participe à la fondation de la Revue hittite et asianique, dont la première livraison parut en 1932. Après la mort de Delaporte, c'est lui qui assure, jusqu'en 1959, l'enseignement du hittite à l'Institut catholique de Paris.
Acquis au nationalisme de droite comme son père, il est dans sa jeunesse proche de l'Action française : c'est la Nouvelle Librairie nationale, l'un des organes de propagande de cette dernière, qui publia en 1910 son Esquisse d'une histoire de France (ouvrage couronné par le prix d'histoire que décerne pour la première fois cette année l'Institut d'Action française du maurrassien Louis Dimier), et son roman Le Silène (1925) sera préfacé par Charles Maurras lui-même.

## Publications
- Études sur l'histoire financière d'Athènes au Ve siècle. Le Trésor d'Athènes de 480 à 404, Paris, Albert Fontemoing, coll. « Bibliothèque des Écoles françaises d'Athènes et de Rome no 100 », 1908, LXXV - 192 p. (lire en ligne).
- Études sur l'histoire financière d'Athènes au Ve siècle. Le trésor sacré d'Éleusis jusqu'en 404, 1908.
- Esquisse d'une histoire de France, Paris, Nouvelle librairie nationale, 1910.
- Population et capital dans le monde méditerranéen antique, 1923.
- Le Silène de Neapolis (roman). I, II, III & IV (fin) ; In La Revue universelle. Tome XIV, 1er Juillet 1923, Jacques Bainville, directeur.
- Chronologie à l'usage des candidats aux examens d'histoire, 1925.
- Le Silène : roman, 1925.
- Subbiluliuma et son temps, 1932.
- Chronologie de l'histoire mondiale, Paris, Payot, 1934
- Le Problème hittite, 1936.
- Sparte, Paris, Fayard, 1948.
- Les Hittites, 1950.
- L'Économie grecque, 1951.
- Étude synoptique des civilisations (autre titre : 5 000 ans d'histoire : tableau synoptique des civilisations), Club français du livre, 1955.

Il a également dirigé une Histoire générale de l'Antiquité (1913-1920) et une Histoire du monde, publiée entre 1922-1948, dont les Tomes X et XI : Politique mondiale (1492-1757), en 1935.